# 4031 Mueller
4031 Mueller è un asteroide della fascia principale. Scoperto nel 1985, presenta un'orbita caratterizzata da un semiasse maggiore pari a 1,9342677 UA e da un'eccentricità di 0,1008211, inclinata di 18,90909° rispetto all'eclittica.
L'asteroide è dedicato all'astronoma statunitense Jean Mueller.